# Fillér (váltópénz)

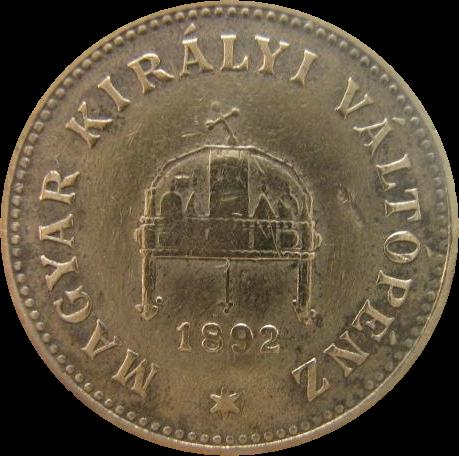
A legelső 1 fillér (= 0,01 korona), 1892

A fillér a magyarországi pénznemek váltópénzeinek elnevezése 1892 óta. Egyszázadát érte az osztrák–magyar koronának, a magyar koronának, a pengőnek és 1946 óta egyszázadát éri a forintnak is. A név a német Vierer szóból ered, melynek jelentése négyes, eredetileg ugyanis a négykrajcáros érmét nevezték így. Az utolsó fillérérmét, az ötvenfillérest 1999-ben vonták ki a forgalomból, de számítási egységként (pl. üzemanyagár, telefonpercdíjak, logisztika) továbbra is hivatalos. A csehszlovák, majd a szlovák korona váltópénzét magyarul szintén fillérnek nevezték (csehül haléř, szlovákul halier volt az elnevezés, ami a német Heller névből származik, ez a „korona” elnevezéshez hasonlóan az osztrák–magyar korona idejéből lett átvéve).